# Philippe Peythieu
Philippe Peythieu, né le 12 janvier 1950,, à Paris 10e, est un acteur et directeur artistique français.
Spécialisé dans le doublage, il est surtout connu pour interpréter la voix d'Homer Simpson dans la version française de la série animée Les Simpson. Il est également la voix régulière de l'acteur Danny DeVito depuis Batman : Le Défi et également du Pingouin dans les séries, films d'animation et jeux vidéo, depuis le même film et aussi Stephen Rea, Richard Schiff, David Morse, Corbin Bernsen, et David Andrews.
Il est le frère de l'acteur Christian Peythieu. Il est également l'un des fondateurs de l'association de doublage Les Voix.

## Biographie
Philippe Peythieu commence par faire du théâtre de rue en province. Avant de se former au théâtre, il travaille au théâtre de l'Aquarium pendant une dizaine d'années. Il commence sa carrière dans l'univers du doublage en 1984. « De 1985 à 1987, on a doublé à toute berzingue et, forcément, on avait besoin de comédiens, de voix nouvelles. J’ai donc profité de cette opportunité, explique Philippe. Au début, on commence par faire des petites choses car c'est un métier assez particulier…, je dirais que c’est une spécialisation du métier de comédien. Il y a des comédiens qui n’y arriveront pas parce qu’il y a une gymnastique particulière à suivre. » C'est donc en 1990 que Philippe est choisi par la Fox pour être la voix française d’Homer Simpson dans la série d'animation Les Simpson, où il double également les personnages d’Abraham Simpson et d’Otto Bus. C’est réellement à partir de la quatrième saison qu’il trouve le bon timbre de voix d’Homer. Le sujet de la popularité de sa voix sera ensuite exploré dans un court-métrage de vingt minutes intitulé Being Homer Simpson, réalisé par Arnaud Demanche.
La série lui a permis de rencontrer sa femme, Véronique Augereau, qui interprète le personnage de Marge. Le couple a déjà rencontré trois fois le créateur de la série, Matt Groening : à l'occasion de la sortie du film en 2007, au Festival international du film d'animation d'Annecy en 2008 et pour les vingt ans des Simpson en 2009. Ils sont aussi parrains du festival Voix d'étoiles de Port-Leucate. En 2018, le couple prête leur voix aux personnages dans une vidéo de l’USAP.
Philippe est un habitué de longue date des productions DC Comics, il est la voix du Pingouin dans la plupart des films et séries d'animation ainsi que dans les jeux vidéo de Batman, il l’a également doublé dans le film de Tim Burton, Batman : Le Défi, où le personnage est interprété par Danny DeVito, il est d'ailleurs la voix française de ce dernier depuis ce film. Il prête aussi régulièrement sa voix a plusieurs acteurs comme Stephen Rea, Corbin Bernsen, Richard Schiff et David Morse. Il est également la voix du Dr Néfarious dans la saga vidéoludique Ratchet and Clank.
Il a également assuré la direction artistique du doublage de séries comme 24 Heures chrono, La Loi de Los Angeles, Afterlife, Angel, Buffy contre les vampires, Fastlane, FreakyLinks, Spy Girls, State of Play, Oui, chérie ! ou encore Hamtaro.
Philippe était l’invité de Japan Expo 6e Impact en juillet 2004, et, accompagné de son épouse et de son directeur de plateau, au second salon du Cinéma en janvier 2008. Il a notamment enregistré de sa voix d'Homer Simpson, avec Simone Hérault, des annonces dans les gares de la SNCF pour le 1er avril 2009. En 2009, à l'occasion des vingt ans de la série Les Simpson sur W9, le couple, à la ville comme à l'écran, a piégé un train TGV en direction de Bordeaux sous la direction du réalisateur Franck Pedretti. La même année il tourne sous la direction de Matt Oliver Row dans BlackBlooded, un long-métrage français sorti en 2010.
En 2021, il reprend le rôle de docteur Nefarious pour le jeu vidéo Ratchet and Clank: Rift Apart sorti sur PlayStation 5.

## Filmographie

### Cinéma
- 2004 : Super mal de Michel Olivès
- 2009 : BlackBlooded de Matt Oliver Row
- 2013 : La Marche de Nabil Ben Yadir
- 2013 : Je m'appelle Hmmm... d'Agnès Troublé

### Téléfilms et documentaires
- 1996 : À découvert, téléfilm de Laurent Jaoui
- 2009 : Simpson, les 20 ans, documentaire de Franck Pedretti

### Courts métrages
- 2007 : Le Programme du jour de Samantha Duris et Loïc Tari
- 2010 : Mytho Logique : Dionysos[11]
- 2013 : Being Homer Simpson d'Arnaud Demanche : lui-même
- 2013 : La vie en vert : le caméléon[12]
- 2015 : Franchement - Le magot de Vincent Tirel
- 2018 : La Relique Maudite de Lolywood : Un agent des services secrets
- 2020 : Chérie, je suis Youtubeur de Lolywood : Le père du marié Youtubeur

## Doublage
Les dates inscrites en italique correspondent aux sorties initiales des films dont Philippe Peythieu a assuré le redoublage ou le doublage tardif.

### Cinéma

#### Films
- Danny DeVito dans (18 films) :
  - Batman : Le Défi (1992) : Oswald Cobblepot / Le Pingouin
  - Hoffa (1992) : Bobby Ciaro
  - Jack the Bear (1993) : John Leary
  - Mars Attacks! (1996) : Rude Gambler
  - Matilda (1996) : Harry Verdebois
  - L.A. Confidential (1997) : Sid Hudgens
  - The Big Kahuna (1999) : Phil Cooper
  - Austin Powers dans Goldmember (2002) : lui-même
  - Big Fish (2003) : Amos Calloway
  - Even Money (2006) : Walter
  - Voisin contre voisin (2006) : Buddy Hall
  - Mon vrai père et moi (2006) : Frank Merdeux
  - Solitary Man (2009) : Jimmy Merino
  - Dumbo (2019) : Max Medici
  - Jumanji: Next Level (2019) : Eddie
  - Le Survivant (2022) : Charlie Goldman
  - Le Manoir hanté (2023) : Bruce
  - Beetlejuice Beetlejuice (2024) : le concierge de l'après-vie
- Stephen Rea dans (10 films) :
  - Entretien avec un vampire (1994) : Santiago
  - Michael Collins (1996) : Ned Broy
  - Prémonitions (1999) : Dr Silverman
  - V pour Vendetta (2006) : l'inspecteur Finch
  - Ma finale 66 (en) (2006) : Dr Barrie
  - Les Châtiments (2007) : Père Costigan
  - Stella Days (2011) : Brendan Mc Sweeney
  - Underworld : Nouvelle Ère (2012) : Dr Jacob Lane
  - Werewolf : La Nuit du loup-garou (2012) : Doc
  - Greta (2018) : Brian Cody
- Richard Schiff dans (6 films) :
  - Le Monde perdu : Jurassic Park (1997) : Eddie Carr
  - The Arrival (1997) : Calvin
  - Deep Impact (1998) : Don Biederman
  - Man of Steel (2013) : Dr Emil Hamilton
  - Entourage (2015) : un réalisateur
  - Geostorm (2017) : Thomas Cross
- David Morse dans (6 films) :
  - Down in the Valley (2005) : Wade Sommers
  - 16 Blocs (2006) : inspecteur Frank Nugent
  - Les Passagers (2008) : Arkin
  - Hell Driver (2011) : Webster
  - Horns (2013) : Dale Williams
  - Cabrini (2024) : l'archevêque Michael Corrigan
- Joe Pantoliano dans (5 films) :
  - Un été pourri (1985) : Andy Porter
  - Les Goonies (1985) : Francis Fratelli
  - Empire du soleil (1987) : Frank Demarest
  - Midnight Run (1988) : Eddie Moscone
  - U.S. Marshals (1997) : Marshal Cosmo Renfro
- Stanley Tucci dans :
  - L'Œil public (1992) : Sal
  - Beethoven (1992) : Vernon
  - Pas de vacances pour les Blues (1993) : Muerte dit Morty
  - Somebody to Love (1994) : George
- Paul Giamatti dans :
  - De l'ombre à la lumière (2005) : Joe Gould
  - Dans l'ombre de Mary (2013) : Ralph
  - Madame Bovary (2014) : Monsieur Homais
  - Jungle Cruise (2021) : Nilo Nemolato
- Joe Pesci dans :
  - Man on Fire (1987) : David
  - Moonwalker (1988[13]) : Lideo dit M.Big
  - The Irishman (2019) : Russell Bufalino
- Xander Berkeley dans :
  - Terminator 2 : Le Jugement dernier (1991) : Todd Voight
  - Des hommes d'honneur (1992) : le capitaine Whitaker
  - Air Force One (1997) : Gibbs
- Steve Buscemi dans :
  - Billy Bathgate (1991) : Irving
  - Los Angeles 2013 (1996) : Eddie
  - L'Intrus (2001) : Ray Cole
- Stephen Root dans :
  - Sous surveillance (2012) : Billy Cusimano
  - Hors contrôle (2016) : Burt
  - La Ballade de Buster Scruggs (2018) : le guichetier
- Bill Paxton dans :
  - Commando (1985) : le maraudeur des gardes-côtes
  - True Lies (1994) : Simon / Carlos
- Bruno Kirby dans :
  - Les Filous (1987) : Mouse
  - Stuart Little (1999) : Reggie Stout (voix)
- Jeffrey Weissman dans :
  - Retour vers le futur 2 (1989) : George McFly
  - Retour vers le futur 3 (1990) : George McFly
- Tom Sizemore dans :
  - Haute Sécurité (1989) : Dallas
  - Piège en eaux troubles (1993) : l'officier Danny Detillo
- Michael Jeter dans :
  - Tango et Cash (1989) : Skinner
  - Jurassic Park 3 (2001) : Udesky
- Gilbert Gottfried dans :
  - Junior le terrible (1990) : M. Peabody
  - Junior le terrible 2 (1991) : M. Peabody
- John Candy dans :
  - Ta mère ou moi (1991) : Danny Muldoon
  - La Star de Chicago (1993) : Cliff Murdoch
- Kurtwood Smith dans :
  - Star Trek 6 : Terre inconnue (1991) : le président de la Fédération
  - Boxing Helena (1993) : Dr Alan Palmer
- Michael Rooker dans :
  - JFK (1991) : Bill Broussard
  - Whisper (2007) : Sydney Braverman
- Tim Blaney dans :
  - Men in Black (1997) : Frank le chien (voix)
  - Men in Black: International (2019) : Frank le chien (voix)
- David Jensen dans :
  - Escape (2011) : le capitaine Gaines
  - Bingo Hell (en) (2021) : Mario
- Robert Glenister dans :
  - Live by Night (2016) : Albert White
  - The Aeronauts (2019) : Ned Chambers
- Paul Chahidi (en) dans :
  - La Mort de Staline (2017) : Nikolaï Boulganine
  - Jean-Christophe et Winnie (2018) : Cecil Hungerford
- 1932[14] : Scarface : Angelo (Vince Barnett)
- 1974[15] : Phantom of the Paradise : Beef (Gerrit Graham)
- 1978[16] : Le Maître chinois : le mendiant So (Yuen Siu-tien)
- 1983 : L'Esprit d'équipe : Greg (Gary Graham)
- 1984[17] : Amadeus : le valet de Salieri (Vincent Schiavelli)
- 1984 : Splash : Jerry (Bobby Di Cicco)
- 1984 : Runaway : L'Évadé du futur : Harry (Paul Batten)
- 1984 : Au cœur de l'enfer : Schoenblum (Steve Rosenbaum)
- 1985 : Mad Max : Au-delà du dôme du tonnerre : Jedediah le pilote (Bruce Spence)
- 1985 : Police Academy 2 : Au boulot ! : Proctor (Lance Kinsey)
- 1985 : After Hours : Pepe (Tommy Chong)
- 1985 : Chorus Line : Al DeLuca (Tony Fields)
- 1985 : Ouragan sur l'eau plate : Rob (Dennis Dugan)
- 1986 : Highlander : Garfield (Edward Wiley)
- 1986 : Top Gun : Cougar (John Stockwell)
- 1986 : Hitcher : l'officier Prestone (Jack Thibeau)
- 1987 : L'Arme fatale : le 3e dealer (Blackie Dammett)
- 1987 : Les Incorruptibles : Frank Nitti (Billy Drago) et Williamson, l’officier au stand de tir (Kevin Michael Doyle)
- 1987 : Arizona Junior : Glen (Sam McMurray)
- 1987 : La Pie voleuse : le client du Bookstore (Thom Bray)
- 1987 : La Veuve noire : Herb (David Mamet)
- 1988 : Qui veut la peau de Roger Rabbit : Smart Guy, Wheezy, Psycho, Balle Toon [Qui ?]
- 1988 : Bird : Harris (Tim Russ)
- 1988 : Héros : Dwight (Jeffrey Kramer)
- 1989 : Batman : Alexander Knox (Robert Wuhl)
- 1989 : Indiana Jones et la Dernière Croisade : l'homme de main de Donovan (Eugene Lipinski)
- 1989 : L'Arme fatale 2 : l'employé du Consulat (Jim Piddock)
- 1989 : Abyss : Navigateur de l'USS Montana (Frank Lloyd)
- 1989 : MAL : Mutant aquatique en liberté : John « Johnny » Hodges (Thom Bray)
- 1990 : Darkman : Louis Strack Jr. (Colin Friels (en))
- 1990 : Blue Steel : Mel Dawson (Richard Jenkins)
- 1990 : Memphis Belle : Colonel Craig Harriman (David Strathairn)
- 1990 : Chasseur blanc, cœur noir : Tom Harrison (Christopher Fairbank)
- 1990 : Les Aventures de Ford Fairlane : Sam (David Patrick Kelly)
- 1990 : Gremlins 2 : La Nouvelle Génération : John Rambo (images d'archives tirées du film Rambo 2 : La Mission) (Sylvester Stallone), Martin et Lewis les assistants jumeaux (Don et Dan Stanton) et M. Katsuji (Gedde Watanabe)
- 1990 : Pretty Woman : Philip « Phil » Stuckey (Jason Alexander)
- 1991 : Croc-Blanc : Alex Larson (Klaus Maria Brandauer)
- 1991 : The Doors : Andy Warhol (Crispin Glover)
- 1991 : Chucky 3 : le sergent Botnick (Andrew Robinson)
- 1991 : La chanteuse et le milliardaire : Bugsy Siegel (Armand Assante)
- 1991 : Johnny Stecchino : Dante / Johnny (Roberto Benigni)
- 1991 : Star Trek 6 : Terre inconnue : l'officier de communication de l'USS Excelsior (Christian Slater)
- 1991 : Backdraft : Ricco, le pathologiste (Clint Howard)
- 1992 : Impitoyable : W.W. Beauchamp (Saul Rubinek)
- 1992 : Article 99 : Dr Richard Sturgess (Ray Liotta)
- 1992 : Mo' Money, plus de blé (en) : Keith Heading (John Diehl)
- 1993 : Le Fugitif : le shérif Rawlins (Nick Searcy)
- 1993 : Président d'un jour : Alan Reed (Kevin Dunn)
- 1993 : Philadelphia : Bob Seidman (Ron Vawter)
- 1993 : Le Bazaar de l'épouvante : Danforth « Buster » Keeton III (J. T. Walsh)
- 1993 : Un monde parfait : Terry James Pugh (Keith Szarabajka)
- 1993 : Coneheads : Marlax (Phil Hartman)
- 1993 : Dans la ligne de mire : David Coppinger (Steve Railsback)
- 1993 : La Liste de Schindler : Wilhelm Kunde (Jochen Nickel)
- 1994 : Highlander 3 : le lieutenant John Stenn (Martin Neufeld)
- 1994 : Danger immédiat : Emile Jacobs, directeur du FBI (Tom Tammi)
- 1994 : Forrest Gump : le principal (Sam Anderson)
- 1994 : Wyatt Earp : James Earp (David Andrews)
- 1995 : Casper : Paul Plutzker (Eric Idle)
- 1995 : Batman Forever : Docteur Burton (René Auberjonois)
- 1995 : Get Shorty : Ronnie Wingate (Jon Gries)
- 1995 : Extravagances : Virgil (Arliss Howard)
- 1996 : Le Droit de tuer ? : Dwayne Powell Looney (Chris Cooper)
- 1996 : Albino Alligator : G.D. Browning (Joe Mantegna)
- 1996 : Créatures féroces : Neville (Bille Brown)
- 1996 : Double Mise : John (John C. Reilly)
- 1997 : Le Flic de San Francisco : Clarence Teal (Paul Ben-Victor)
- 1997 : Volcano : Terry Jasper (James G. MacDonald)
- 1997 : Mad City : lui-même (Jay Leno)
- 1997 : Titanic : le Père Thomas Byles (James Lancaster) et un stewart [Qui ?]
- 1999 : Running Out of Time : l'inspecteur Wong (Hui Shiu-hung)
- 1999 : Un vent de folie : Vic DeFranco (Jack Kehler)
- 2001 : Harry Potter à l'école des sorciers : Lord Voldemort (Richard Bremmer)
- 2001 : Comme chiens et chats : le docteur [Qui ?]
- 2002 : L'Ascenseur : Niveau 2 : Lieutenant McBain (Dan Hedaya)
- 2002 : Spider-Man : Dr Mendel Strom (Ron Perkins)
- 2002 : Arrête-moi si tu peux : l'agent du FBI Witkins (Chris Ellis)
- 2003 : Mystic River : Val Savage (Kevin Chapman)
- 2004 : Million Dollar Baby : le Père Horvak (Brían F. O'Byrne)
- 2007 : Zodiac : Bob Vaughn (Charles Fleischer)
- 2011 : L'Irlandais : Gerry Stanton (Gary Lydon (en))
- 2014 : Hard Day : Park Chang-min (Jo Jin-woong)
- 2015 : Le Pont des espions : l'agent Williams (Michael Gaston)
- 2016 : The Strangers : le chef de la police (Yoo Soon-woong)
- 2018 : L'Avertissement (es) : Lisandro (Luis Callejo (es))
- 2018 : Gotti : Bartholomew « Bobby » Boriello (Leo Rossi)
- 2018 : A Million Little Pieces : le Père David (Albert Malafronte)
- 2019 : Togo : le maire George Maynard (Christopher Heyerdahl)
- 2020 : La Voie de la justice : le juge Foster (Lindsay Ayliffe)
- 2020 : La Folie des hauteurs (de) : Manfred Bauer (Uwe Preuss (de))
- 2021 : Une affaire de détails : le capitaine Henry Davis (Glenn Morshower)
- 2021 : Muppets Haunted Mansion : Pépé la crevette royale (Bill Barretta) (voix, dialogues) et voix additionnelles
- 2021 : Dans les yeux de Tammy Faye : ? ( ? )
- 2021 : La scuola cattolica : Davide Rummo (Fausto Russo Alesi)
- 2022 : Le Télephone de M. Harrigan : le révérend Mooney (Frank L. Ridley (en))
- 2022 : Le dirigeant (es) : Omar Manganaro (Luis Luque (es))
- 2025 : G20 : le premier ministre britannique Oliver Everett (Douglas Hodge)
- 2025 : Happy Gilmore 2 : Verne Lundquist (Verne Lundquist (en))

#### Films d'animation

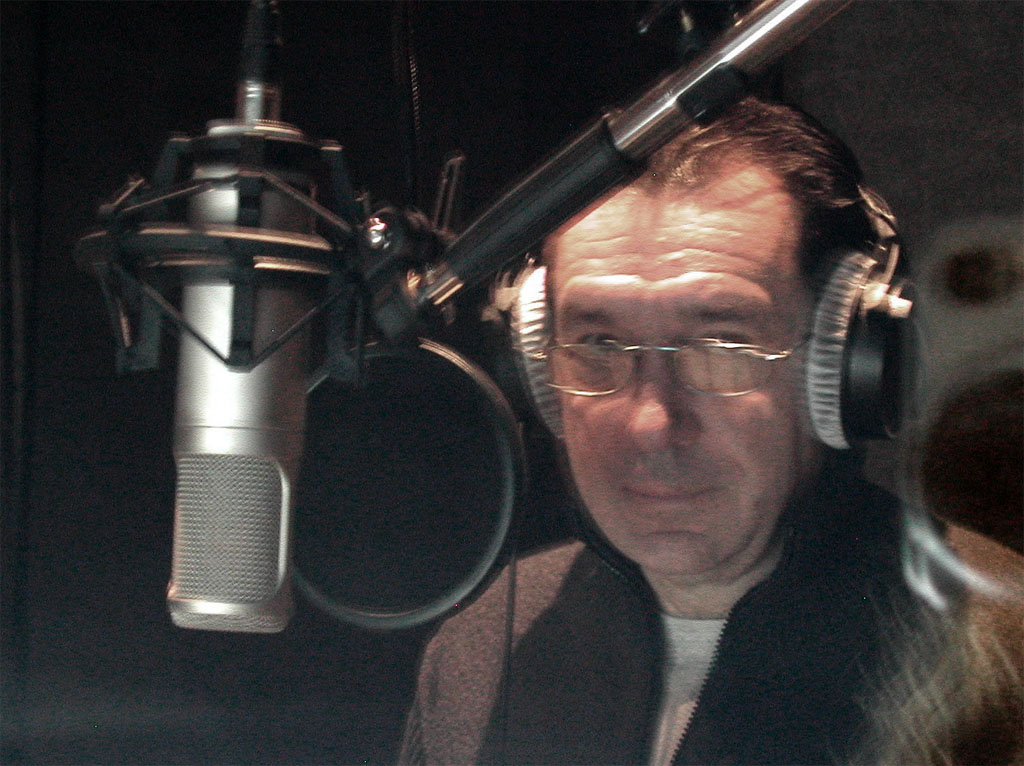
Philippe Peythieu lors d'un doublage.

- 1969 : Le Chat Botté : Pero
- 1978[n 1] : Edgar de la Cambriole : Le Secret de Mamo : Daisuke Jigen (2e Doublage)
- 1979[n 2] : Le Château de Cagliostro : Daisuke Jigen (3e Doublage)
- 1985[n 3] : Edgar de la Cambriole : L'Or de Babylone : Daisuke Jigen
- 1987[n 3] : Edgar de la Cambriole : Le Complot du clan Fuma : Daisuke Jigen
- 1989 : Charlie : Zigouille (Killer en VO)
- 1991 : Rock-o-rico : Grolard le cochon et Murray le babouin
- 1999 : La Mouette et le Chat : un rat et un chat
- 2000 : Vampire Hunter D: Bloodlust : le père de Charlotte Elbourne et Benge
- 2002 : La Barbe du roi : Ronnie
- 2004 : Les Indestructibles : M. L'Œuf
- 2005 : Batman contre Dracula : le Pingouin / Oswald Cobblepot
- 2005 : La Véritable Histoire du Petit Chaperon rouge : Woolworth
- 2006 : Monster House : le policier
- 2007 : Les Simpson, le film : Homer, Abraham et Otto Bus
- 2008 : La Ligue des justiciers : Nouvelle Frontière : J'onn J'onzz
- 2009 : La Princesse et la Grenouille : Reggie
- 2010 : La Ligue des justiciers : Conflit sur les deux Terres : J'onn J'onzz
- 2011 : Kung Fu Panda 2 : Maître Rhino Foudroyant
- 2011 : Un monstre à Paris : l'inspecteur Pâté et le narrateur (création de voix)
- 2011 : Electroshock : tous les personnages additionnels
- 2011 : Eden : Nahash
- 2012 : Cendrillon au Far West : Barbazul
- 2012 : La Ligue des justiciers : Échec : Martian Manhunter
- 2012 : Bad Toys II : les bandits
- 2013 : Lego Batman, le film : Unité des super héros : le Pingouin et Martian Manhunter
- 2014 : Batman : Assaut sur Arkham : le Pingouin, Victor Zsasz et voix additionnelles
- 2015 : La Ligue des Justiciers : L'Attaque de la Légion Maudite ! : le Pingouin et J'onn J'onzz
- 2015 : Lego DC Comics Super Heroes : La Ligue des justiciers contre la Ligue des Bizarro : le Pingouin, Hawkman
- 2015 : Batman Unlimited : L'Instinct animal : le Pingouin / Oswald Cobblepot
- 2015 : Phantom Boy : Le maire / Dino
- 2018 : Scooby-Doo et Batman : L'Alliance des héros : le Pingouin, J'onn J'onzz et Killer Croc
- 2020 : Animal Crackers : M. Woodley
- 2021 : Le Plussaniversary des Simpson : Homer Simpson
- 2021 : Charlotte : Dr Moridis
- 2023 : Lupin III vs. Cat's Eye : voix additionnelles
- 2023 : Super Mario Bros. le film : le présentateur des informations et le Toad vendeur à l'antiquité
- 2023 : Il était une fois un studio : Crapaud Baron Têtard (court métrage)
- 2025 : Couic ! : Luther

### Télévision

#### Téléfilms
- Corbin Bernsen dans :
  - Dangereuses Intentions (1995) : Tom Williamson
  - Chauves-souris, la vengeance carnivore (2002) : Carl Hart
  - L'Ours et l'enfant (2002) : Fog Benson
  - L'Ours et l'enfant : Danger dans les montagnes (2003) : Fog Benson
  - Un petit pas vers le bonheur (2005) : David Woodbury
  - Vipères (2008) : Burton
  - Pour l'amour de Grace (2008) : capitaine Washington
  - Menace sur Washington (2008) : capitaine Richards
  - Un enfant à vendre (2012) : George
  - Parce que c'était toi (2015) : Nolan Powell
  - La Muse de l'artiste (2015) : Tyler
  - Le Mariage de la dernière chance (2016) : Pops
  - Psych: The Movie (2017) : Henry Spencer
  - Chassez l'amour, il revient au galop (2021) : Preston Barclay
- 2003 : À nous de jouer (en) : Marshall Schlotsky (Jason Blicker (en))
- 2012 : Les Terres de Wendy : Roy (Jeffrey Weissman)
- 2015 : Le Scandale des baby-sitters : le principal Burke (David Grant Wright)
- 2020 : Noël au château : Sam Bennet (Hrothgar Mathews)
- 2021 : Les Fabuleux Miracles de Noël : Dr Louis Graber (Malcolm Stewart (en))
- 2023 : Noël à tout prix ! : Ned (Stephen Tobolowsky)

#### Téléfilms d'animation
- 1991[n 3] : Lupin III : Le Dictionnaire de Napoléon : Daisuke Jigen
- 2002[n 3] : Lupin III : First Contact - Episode 0 : Daisuke Jigen
- 2003[n 3] : Lupin III : Opération Diamant : Daisuke Jigen
- 2012 : Kung Fu Panda: Festin d'hiver : maître Rhino Foudroyant

#### Séries télévisées
- Corbin Bernsen dans (18 séries) :
  - La Loi de Los Angeles (1986-1994) : Arnie Becker (171 épisodes)
  - Destins croisés (1999) : Roger Stovall / Bill Water (saison 1, épisode 2)
  - À la Maison-Blanche (2001) : Henry Shallick (saison 2, épisodes 11 et 13)
  - Les Feux de l'amour (2004-2017) : le père Todd Williams (22 épisodes)
  - Psych : Enquêteur malgré lui (2006-2014) : Henry Spencer (120 épisodes)
  - New York, section criminelle (2005) : William Hendry (saison 5, épisode 3)
  - Boston Justice (2006) : l'avocat Eli Granger (saison 2, épisode 17)
  - Castle (2011) : Lance Buchanan (saison 3, épisode 18)
  - The Glades (2013) : Michael Longworth (saison 4)
  - Motive (2014) : Dr Stan Matthews (saison 2, épisode 4)
  - NCIS : Nouvelle-Orléans (2015) : l'amiral Adam Huntley (saison 1, épisode 12)
  - Billions (2018) : Bill McGann (saison 3, épisodes 11 et 12)
  - Magnum (2018-2021) : Francis Hofstetler (4 épisodes)
  - The Punisher (2019) : Anderson (saison 2)
  - The Resident (2019-2022) : Kyle Nevin (15 épisodes)
  - Tommy (en) (2020) : Milt Leaky (4 épisodes)
  - The Curse (2023-2024) : Paul (4 épisodes)
  - Vrais voisins, faux amis (2025) : Jack Bailey
- David Andrews dans (7 séries) :
  - Murder One (1996) : Michael Beiden (saison 2)
  - Justified (2012-2013) : le shérif Tillman Napier (7 épisodes)
  - House of Cards (2013-2015) : Tim Corbett (saison 1, épisode 8 et saison 3, épisode 10)
  - Perception (2015) : l'agent du FBI Krueger (saison 3, épisode 12)
  - Castle (2015) : Carl Shelton (saison 7, épisode 18)
  - Scandal (2015) : George Reed (saison 4, épisode 18)
  - Reine du Sud (2019-2021) : le juge Cecil Lafayette (16 épisodes)
- Danny DeVito dans (7 séries) :
  - Karen Sisco (2003) : Charlie Lucre (épisodes 2 et 3)
  - Friends (2004) : Roy (saison 10, épisode 11)
  - Philadelphia (depuis 2006) : Frank Reynolds (en)
  - RIP : Fauchés et sans repos (2016) : Giuseppe Monamocce (saison 2, épisode 5)
  - La Méthode Kominsky (2018) : Dr Wexler (saison 1, épisode 3)
  - La Folle Histoire du monde 2 (2023) : Nicolas II (mini-série)
  - Abbott Elementary (2025) : Frank Reynolds (saison 4, épisode 9)
- David Morse dans (6 séries) :
  - Les Langoliers (1995) : Brian Engle (mini-série)
  - Treme (2010-2013) : le lieutenant Terry Colson (31 épisodes)
  - True Detective (2015) : Eliot Bezzerides (saison 2)
  - Escape at Dannemora (2018) : Gene Palmer (mini-série)
  - Directrice (2021) : le doyen Paul Larson (mini-série)
  - Nous les menteurs (2025) : Harris Sinclair
- Dan Castellaneta dans (6 séries) :
  - Veronica Mars (2006) : Dr Kinny (saison 3, épisode 2)
  - Ghost Whisperer (2009) : Frank Whitaker (saison 4, épisode 12)
  - Bones (2009) : l'officier Novarro (saison 5, épisode 7)
  - Desperate Housewives (2009) : Jeff Bicks (saison 6, épisode 10)
  - Parks and Recreation (2011-2014) : Derry Murbles (3 épisodes)
  - Major Crimes (2013) : Ray Winters (saison 2, épisode 17)
- Stephen Root dans (5 séries) :
  - 24 Heures chrono (2010) : Bill Prady (saison 8)
  - Raising Hope (2011) : Cap Collins (saison 2, épisode 2)
  - The Good Wife (2012) : le juge Murphy Wicks (saison 3, épisode 21 et saison 4, épisode 10)
  - The Newsroom (2013) : le général Stomtonovich (saison 2, épisodes 6 et 7)
  - Brooklyn Nine-Nine (2014-2015) : Lynn Boyle (saison 2)
- Stephen Rea dans (4 séries) :
  - New York, unité spéciale (2009) : Callum Donovan (saison 11, épisode 3)
  - The Honourable Woman (2014) : Sir Hugh Hayden-Hoyle (mini-série)
  - Intimidation (2020) : Martin Killane (mini-série)
  - Prime Target (en) (2025) : Pr James Alderman
- Robert Glenister dans :
  - Les Arnaqueurs VIP (2004-2012) : Ash Morgan (48 épisodes)
  - Les Enquêtes de Vera (2014) : Owen Preece (saison 4, épisode 4)
  - Curfew (en) (2019) : Grieves (6 épisodes)
- David Bamber dans :
  - Rome (2005-2007) : Cicéron
  - Gunpowder (2017) : Lord Northumberland (mini-série)
  - A Very English Scandal (2018) : Arthur Gore (mini-série)
- Arye Gross dans :
  - Cold Case : Affaires classées (2008) : Oscar Anderson '1981 (saison 6, épisode 6)
  - The Rookie : Le Flic de Los Angeles (2022) : Pr Meadows (saison 4, épisode 19)
  - Les Experts : Vegas (2023) : Dr Logan MacArthur (saison 2, épisode 13)
- Peter Jacobson dans :
  - The Lost Room (2006) : Wally Jabrowski (mini-série)
  - NCIS : Los Angeles (2018-2019) : John Rogers (10 épisodes)
- Alan Blumenfeld (en) dans :
  - Cold Case : Affaires classées (2010) : Wilson Katz '10 (saison 7, épisode 12)
  - The Patient (2022) : Chaim Benjamin (mini-série)
- Richard Schiff dans :
  - The Affair (2015-2019) : Jon Gottlief (12 épisodes)
  - Chicago Justice (2017) : Frank Linden (épisode 13)
- Albert Malafronte dans :
  - Murder (2016 / 2018) : le juge Erwin Coughlin (saison 2, épisode 12 et saison 5, épisode 5)
  - Palm Royale (2024) : Dr Prescott (mini-série)
- Ritchie Coster dans :
  - Shades of Blue (2017) : Michael Bianchi (saison 2)
  - The Walking Dead (2021) : le Pape (saison 11)
- Jim Lau dans :
  - The Rookie : Le Flic de Los Angeles (2019) : Patrick Chen (saison 1, épisode 17)
  - Jack Ryan (2023) : Tin Tun (saison 4)
- 1974-1983 : MASH : capitaine Benjamin Franklin « Œil de Lynx » (Alan Alda) (2e voix)
- 1983 : Scandales à l'Amirauté : le lieutenant Jack Warren (Richard Dean Anderson)
- 1985 : Les Dessous d'Hollywood : Ferdie (Daryl Anderson)
- 1989 : Le Tour du monde en quatre-vingts jours : Carnatic Steamship clerk (Abraham Lee) (mini-série)
- 1992-1993 : Le Rebelle : Dallas Cook (Will Spens) (saison 1, épisode 1), Sonny Wilkins (Roger Callard) (saison 1, épisode 7), Travis Sixkiller (Henry Bal) (saison 1, épisode 7), P. J. Butler (Michael Bailey Smith) (saison 1, épisode 8), Mike Percy (Cole S. McKay) (saison 1, épisode 11), Russell (Mark Metcalf) (saison 2, épisode 2), Ben Beal (Eric Poppick) (saison 2, épisode 4)
- 1994-1997 : Babylon 5 : Alfred Bester (Walter Koenig) - sauf saison 1
- 1995 : Hartley, cœurs à vif : Andrew Bell (Ian Bliss)
- 1995-2018 : X-Files : Aux frontières du réel : le lieutenant Reagan (Paul Bittante), un policier à l'appartement, un agent de sécurité à la gare (saison 2, épisode 4), Paul Vitaris (Doug Abrahams) (saison 2, épisode 14), Agent Barry Weiss (Andrew Johnston) (saison 2, épisode 16), Kyle Lang (Lance Guest) (saison 2, épisode 18), Blaine Faulkner (Allan Zinyk) (saison 3, épisode 20), Win Shroeder (Tom Gallop) (saison 6, épisode 15), Robert Werther (David Bowe) (saison 6, épisode 17) et l'agent Martin (Dan Zukovic) (saison 11, épisode 4)
- 1996 : MillenniuM : le shérif Camden (Timothy Webber) (saison 1, épisode 13)
- 1996-2000 : Chicago Hope : La Vie à tout prix : Dr Jack McNeil (Mark Harmon)
- 1997-1998 : Buffy contre les vampires : un professeur (Michael Ross Verona) (saison 1, épisode 4), un ami de Mitch (John Knight) (saison 1, épisode 11 : Portée disparue), l'agent Manetti (Skip Stellrecht) (saison 1, épisode 11), le nouveau membre de la confrérie (Coby Bell) (saison 2, épisode 5)
- 2002 : Mysterious Ways : Les Chemins de l'étrange : Logan Miller (Tom McBeath)
- 2002 : Preuve à l'appui : Herman Redding (Jack Laufer) (3 épisodes)
- 2003 : The Shield : Lance Hinkle (Don Maloney) (saison 2, épisode 4) et Blaine (Don McManus (en)) (saison 2, épisode 12)
- 2010-2018 : The Middle : Rusty Heck (Norm Macdonald) (10 épisodes)
- 2010-2020 : Les Enquêtes de Murdoch : Thomas Edison (David Storch) (3 épisodes)
- 2013 / 2016 : Marvel : Les Agents du SHIELD : Edison Po (Cullen Douglas) (saison 1) et Eli Morrow (José Zúñiga) (saison 4)
- 2016 : Timeless : David Rittenhouse (Armin Shimerman) (saison 1, épisode 10)
- 2016 : Agent Carter : le médecin légiste Meltzer (Bruce Katzman) (saison 2, épisode 1)
- 2016-2020 : The Magicians : Christopher Plover (Charles Shaughnessy) (6 épisodes)
- 2017-2018 : The Deuce : le capitaine Peter McDonagh (Ed Moran) (7 épisodes)
- 2017-2018 : Grey's Anatomy : Bob (Ruben Garfias) (saison 14, épisode 21)
- 2018-2019 : Les Désastreuses Aventures des orphelins Baudelaire : le proviseur-adjoint Néron (Roger Bart) (4 épisodes)
- 2019 : Chernobyl : Anatoly Dyatlov (Paul Ritter) (mini-série)
- 2020 : Le Nouveau Muppet Show (en) : Pepe la crevette (Bill Barretta) (voix)
- 2022 : New York, police judiciaire : Mark Mendez (Carlos Gómez) (saison 21, épisode 4)
- 2023 : Le Pouvoir : ? (?) (saison 1, épisode 7)
- 2023 : Not Dead Yet : Monty (Martin Mull)
- 2023 : Les Patients du docteur García (es) : Basilio Rodríguez (Iñaki Miramón (es))
- 2023 : La Maison allemande (de) : Hans Hofmeyer (de) (Uwe Preuss (de)) (mini-série)
- 2023 : Bupkis (en) : Joe Larocca (Joe Pesci)
- 2024 : Whiskey on the Rocks : Ola Ullsten (Anders Mossling) (mini-série)
- 2024-2025 : Matlock (en) : Howard « Senior » Markston (Beau Bridges)
- 2025 : Paradise : Trent (Ian Merrigan)

#### Séries d'animation
- 1971-1972[n 4] : Edgar de la Cambriole : Daisuke Jigen
- 1988-1997 : Garfield et ses amis : Odie et Orson
- 1989-1992 : Beetlejuice : Jacques le squelette et voix additionnelles
- depuis 1989 : Les Simpson : Homer Simpson, Abraham Simpson, Otto Bus, Poochie
- 1990-1991 : Peter Pan et les Pirates : Ignatious Starkey
- 1991-1993 : Taz-Mania : Django le Dingo, Bull Gator, Buddy Star (1re voix), Yaca le Walabi, Timothé Ornithorynque, Francis le Broussard, Willie le Wombat, Charlie le coq
- 1992 : Inspecteur Poisson : Don Calamari, l'inspecteur Poisson-chat
- 1992-1993 : La Bande à Dingo : voix additionnelles
- 1992-1994 : Les Crocs malins : Ace de cœur
- 1992-1995 : Batman, la série animée : le Pingouin et Kirk Langstrom / Man-Bat
- 1993-1998 : Animaniacs : Pesto, Dracula, Porky Pig
- 1994-1997 : Gargoyles, les anges de la nuit : Brooklyn (voix principale)
- 1995-2000 : Titi et Grosminet mènent l'enquête : Hector
- 1997-1998 : The Adventures of Sam and Max: Freelance Police : voix additionnelles
- 1997-1999 : Batman, la série animée : le Pingouin
- 1997-2000 : Pepper Ann : le principal Hickley
- 1998 : Hercule : Tiphys (épisode 21)
- 1998 : Superman, l'Ange de Metropolis : le Pingouin, le Sphinx, Toyman (2e voix)
- 2000-2006 : Hamtaro : Manitou
- 2002-2003 : Mega Man NT Warrior : Yahoot
- 2002-2006 : Jimmy Neutron : le roi Goobot
- 2002-2006 : Le Petit Roi Macius : voix additionnelles
- 2004-2008 : Batman : le Pingouin
- 2005-2008 : Charlie et Lola : voix additionnelles
- 2008-2011 : Batman : L'Alliance des héros : le Pingouin, False Face, Dr Mid-Nite, Professeur Zee, Mercure (1re voix), le Limier Martien, Lord Death Man, Hélium, Fisherman, Robots d'Equinox, Centurion, El Gaucho, Mirror Master et Vincent Velcoro
- 2010-2011 : Captain Biceps : Dr Nuisible, le conseiller du président, le perroquet, Electrikman, le Pirate, Hyperman et voix additionnelles
- 2010 : La Ligue des justiciers : Nouvelle Génération : Martian Manhunter, G. Gordon Godfrey, Pr Ojo, Pr Anthony Ivo (2e voix), Mister Twister, Abra Kadabra (1re voix), Holling Longshadow et voix additionnelles
- 2014 : Prenez garde à Batman ! : Kirk Langstrom / Man-Bat et voix additionnelles
- 2014 : La Forêt de l'Étrange : Quincy Endicott
- 2014 : Les Griffin : Homer Simpson, Abraham Simpson (épisode Les Grifson)
- 2015 : DC Super Friends : le Pingouin (web-série)
- 2016-2018 : La Ligue des justiciers : Action : Martian Manhunter, le Pingouin, Sid Sharp
- 2019 : Carole and Tuesday : Jerry
- 2020 : Star Wars: The Clone Wars : Marg Krim
- depuis 2020 : Solar Opposites : le principal Cooke
- 2020 : Star Trek : Lower Decks : l'émissaire des Dooplers
- 2021 : JoJo's Bizarre Adventure : Stone Ocean : Loccobarocco
- 2022 : Le Cuphead Show ! : Monsieur Couenne et Werner Werman
- 2025 : Wind Breaker : Shigeru Itō (saison 2)

### Voix off
- 2006 : Opération Survie (documentaire)
- 2023 : Sly : Stallone par Stallone : lui-même (Frank Stallone) (film documentaire)

### Divers
- Get Out, court métrage d'animation[18] : Gary
- 2009 : Multipolar pistes d'introduction et de bonus de l'album :voix additionnelles[19] du groupe Cool Cavemen
- 2011 : Sketch aux Gérard du cinéma avec Véronique Augereau, où le couple a remis le « Gérard du petit couple qui se la joue Alain Delon et Romy Schneider en couverture de Paris Match, mais qui fait plutôt penser à une pub de la Saint-Valentin pour des Mon Chéri »

### Direction artistique

#### Films
- 2009 : Obsessed
- 2011 : F.A.R.C., l'instrument de la vengeance[20]
- 2012 : Cosmopolis
- 2013 : Paranoia
- 2014 : Son of God
- 2018 : Insidious : La Dernière Clé

#### Films d'animation
- 2010 : Les Rebelles de la forêt 3
- 2011 : Un monstre à Paris (avec Éric Bergeron)
- 2016 : Les Rebelles de la forêt 4

#### Séries télévisées
- 1983-1984[n 5] Scandales à l'Amirauté
- 1986-1994 : La Loi de Los Angeles (avec Stefan Godin et Michel Dodane)
- 1997-1999 : Student Bodies (doublage effectué en 2000)
- 1997-2003 : Buffy contre les vampires (direction avec Stefan Godin)
- 1999 : Ryan Caulfield
- 1999-2004 : Angel
- 2000-2001 : FreakyLinks
- 2000-2006 : Oui, chérie !
- 2001-2010 : 24 Heures chrono
- 2002-2003 : Fastlane
- 2002-2004 : Spy Girls
- 2003 : Jeux de pouvoir
- 2005-2006 : Afterlife
- 2006 : Blade
- 2008 : Generation Kill
- 2008 : Messiah (saison 5)
- 2010 : The Whole Truth
- 2010-2011 : The Event
- 2013 : La Bible
- 2013-2018 : House of Cards
- 2015-2017 : Narcos
- 2016-2019 : Preacher
- 2018-2021 : Narcos: Mexico
- 2019 : Giri/Haji

#### Séries d'animation
- 1993 : Les Aventures de Fievel au Far West
- 1999 : La Famille Brosse à dent[21]
- 2000-2006 : Hamtaro
- 2002-2003 : Mega Man NT Warrior (avec Vincent Violette)
- 2002-2006 : Le Petit Roi Macius
- 2009-2012 : Gorg et Lala
- 2010-2011 : Captain Biceps
- 2018-2020 : Our Cartoon President (en)[22]